# Variabile ellissoidale rotante
Le variabili ellissoidali rotanti (abbr. ELL) sono un tipo di stelle variabili formate da 2 stelle in un sistema binario stretto, che hanno la forma ellissoidale. La variazione in luminosità è solitamente non superiore a 0,1 magnitudini e coincide con il periodo orbitale delle stelle. Non sono binarie a eclisse, la variabilità è dovuta alle diverse superfici stellari visibili rivolte verso un osservatore durante il movimento delle componenti nelle loro orbite.
Il membro più rilevante di questa categoria è Spica. Nella tabella sottostante, alcune delle principali variabili di questo tipo:
| Nome                | Nomenclatura delle stelle variabili | Tipo spettrale | Magnitudine apparente massima | Ampiezza della variazione | Periodo (giorni) |
| ------------------- | ----------------------------------- | -------------- | ----------------------------- | ------------------------- | ---------------- |
| Spica               | Alfa Virginis                       | B1III-IV+B2V   | 0,96                          | 0,03                      | 4,0146           |
| Alfa Trianguli*     | Alfa Trianguli                      | F6V+M          | 3,41                          | 0,1                       | 1,736            |
| π5 Orionis          | Pi5 Orionis                         | B2III-IV+B0V   | 3,66                          | 0,07                      | 3,70             |
| Omicron Persei      | Omicron Persei                      | B2III          | 3,79                          | 0,09                      | 4,412            |
| b Puppis / HD 64503 | QZ Puppis                           | B2V            | 4,47                          | 0,07                      | 1,112            |
| HD 26961            | b Persei                            | A2V+F+F        | 4,57                          | 0,07                      | 1,527            |
| 68 Cygni            | V1809 Cygni                         | O7.5III((f))n  | 4,98                          | 0,11                      |                  |
| 31 Crateris         | TY Corvi                            | B2IV           | 5,19                          | 0,04                      |                  |
| Pi Cassiopeiae      | Pi Cassiopeiae                      | Am(A3/F1/A5)   | 5,03                          | 0,02                      | 1,964            |
| Lambda Librae       | Lambda Librae                       | B3V            | 5,03                          | 0,02                      |                  |
| HD 149404           | V0918 Scorpi                        | O8.5I+O7III    | 5,42                          | 0,08                      | 9,913            |
| HD 74455            | HX Velorum                          | B2IV           | 5,47                          | 0,04                      | 1,125            |
| 14 Cephei           | LZ Cephei                           | O8.5III+O9Vn   | 5,56                          | 0,1                       | 3,07             |
| HD 159176           | V1036 Scorpi                        | O6.5V + O7V    | 5,71                          | 0,08                      | 3,367            |
| HD 50123            | HZ Canis Majoris                    | B6Vpne+K0III   | 5,71                          | 0,08                      | 28,608           |
| HD 21981            | TU Horologium                       | A2V+K          | 5,90                          | 0,14                      | 0,936            |
| 35 Piscium          | UU Piscium                          | F1IV-V+F1IV-V  | 6,01                          | 0,04                      | 0,842            |

1. ↑  Spica A varia di 0,01 magnitudini per il fatto di essere una variabile Beta Cephei.
2. ↑  Stella tripla anche variabile Algol; durante l'eclisse principale la magnitudine scende a 5,1.